# غلامحسین ساعدی
غلامحسین ساعدی (۲۴ دی ۱۳۱۴ – ۲ آذر ۱۳۶۴) با نام مستعارِ گوهر مراد، پزشک، نویسنده، شاعر و فعال سیاسی چپ‌گرای ایرانی بود. ساعدی در عرصه‌های گوناگون ادبی و هنری از جمله سفرنامه، رمان، شعر، فیلمنامه و نمایش‌نامه‌نویسی فعالیت داشت. چوب به‌دست‌های ورزیل از نمایش‌نامه‌های اوست. فیلم‌های گاو، دایره مینا و آرامش در حضور دیگران از کارهای او به‌شمار می‌روند.
غلامحسین ساعدی از اعضای کانون نویسندگان ایران بود. وی سخنران اصلی ۴مین شب شب‌های شعر گوته بود که در پاییز ۱۳۵۶ انجام شد. وی از مخالفان پادشاهی پهلوی و از حامیان انقلاب ۱۳۵۷ ایران بود، اما پس از موج سرکوب گروه‌های چپ توسط حکومت جمهوری اسلامی، در سال ۱۳۶۰ به پاریس مهاجرت کرد و در سال ۱۳۶۴ در همان شهر درگذشت.

## اوایل زندگی
غلامحسین ساعدی در ۲۴ دی ۱۳۱۴ در تبریز و در خانواده‌ای کارمند به دنیا آمد. پدرش، علی‌اصغر، کارمند دولت و مادرش، طیبه، خانه‌دار بود. در مهرماه ۱۳۲۱ دورهٔ ابتدایی را در دبستانِ بدر آغاز کرد و در سال ۱۳۲۷ توانست گواهی‌نامهٔ ششم ابتدایی خویش را بگیرد. علی‌اکبر ساعدی، برادر غلامحسین، دربارهٔ برادرش و مدرسهٔ طالقانی (منصور سابق) تبریز می‌گوید:
غلامحسین ساعدی، پس از پایان تحصیلات ابتدایی در دبستان بدر، کوچهٔ غیاث در خردادماه سال ۱۳۲۷ گواهی‌نامهٔ ششم ابتدایی گرفت و در مهرماه همان سال برای ادامه تحصیل وارد دبیرستان منصور شد. دبیرستان منصور در زمینی بنا شده بود که قبلاً قبرستان بود. به هنگامی که منصور استاندار آذربایجان شده بود این دبیرستان سروسامان گرفت و برای همین نام منصور را روی دبیرستان ما گذاشته بودند. دبیرستان خیلی خوبی بود، معروف بود، اُتوریته داشت و خیلی هم از خانهٔ ما دور نبود.
هنگامی که ساعدی در دبیرستان مشغول تحصیل بود، اولین داستان‌هایش در هفته‌نامهٔ دانش‌آموز چاپ شد. همچنین داستان بلندی به نام از پا نیفتاده‌ها نوشت که مجلهٔ کبوتر صلح آن را به چاپ رساند.
او در نوجوانی به سازمان جوانان حزب توده پیوست و در هفده سالگی مسئولیت انتشار روزنامه‌های فریاد و صعود را به عهده گرفت. وی در تابستان ۱۳۳۲ و هنگامی که ۱۸ سال داشت، به اتهام همکاری با حزب، مدتی در زندان شهربانی تبریز حبس شد.
ساعدی در خردادماه ۱۳۳۳ توانست در رشته طبیعی دیپلم بگیرد و یک سال بعد و در بیست‌سالگی در دانشگاه تبریز تحصیل پزشکی را آغاز کرد.

## دانشگاه و تحصیل پزشکی
دوران دانشجویی ساعدی در تبریز با فعالیت‌های سیاسی و شرکت در جنبش‌های دانشجویی و آشنایی و دوستی با صمد بهرنگی همراه بود. وی در همین دوران نوشتن داستان کوتاه را نیز پیگیری کرد. داستان‌های شکایت و غیوران شب و نمایش‌نامهٔ سایه‌های شب حاصل آن دورهٔ کاریِ اوست. او همچنین مجموعه داستان کوتاهِ شب‌نشینی باشکوه را در تبریز منتشر کرد و نمایش‌نامهٔ کلاته گل را نیز به‌صورت مخفی در تهران به چاپ رساند.

## تهران، سربازی و روان‌پزشکی
در دوران خدمت سربازی با محافل ادبی و هنری تهران آشنا شد و داستان‌های او در مجلهٔ سخن به چاپ می‌رسید. وی تحصیلات خود را با درجهٔ پزشکی عمومی و دکترای تخصصی روان‌پزشکی در تهران به پایان رساند. در بیمارستان روانی روزبه مشغول به کار شد و پیش از این‌که حرفهٔ پزشکی را به نفع نویسندگی رها کند، در مطبش که در خیابان دلگشا در تهران قرار داشت، بیشتر اوقات بدون گرفتن حق ویزیت بیماران را معاینه می‌کرد. وی مطب دلگشا را چنین توصیف می‌کند:
آنجا یک دنیای عجیب‌وغریبی بود و بعد، یکی هم این بود که چون من طبیب بودم و همیشه توی مطب بودم آنجا به یکی از پایگاه‌های عمدهٔ روشنفکران آن روز تبدیل شده بود. آل‌احمد، شاملو، بروبچه‌های نویسنده، به‌آذین، سیروس طاهباز، م. آزاد و دیگران همیشه آنجا بودند.

## نویسندگی و نمایش
نخستین نوشته‌های ساعدی در سال ۱۳۳۲ منتشر شد و چند سال بعد با چوب‌به‌دست‌های ورزیل و پنج نمایشنامه دربارهٔ انقلاب مشروطه نام او در ردیف نمایشنامه‌نویسان ایران قرار گرفت. ساعدی با چوب‌به‌دست‌های ورزیل، بهترین بابای دنیا، تک‌نگاری اهل هوا، پنج نمایش‌نامه از انقلاب مشروطیت، پرواربندان، دیکته و زاویه و آی باکلاه! آی بی‌کلاه و چندین نمایش‌نامهٔ دیگری که نوشت، وارد دنیای تئاتر ایران شد و آزمون‌های قابل توجّهی در نویسندگیِ گونهٔ نمایشنامه کرد و سرانجام همراه نمایشنامه‌نویسان جدّی‌تری مانند بهرام بیضایی، اکبر رادی و نویسندگان دیگری چون علی نصیریان، رحیم خیاوی، بهمن فُرسی، عباس جوانمرد، بیژن مفید، آربی اوانسیان، عباس نعلبندیان، اسماعیل خلج سهمی در دگرگونی تئاتر ایران را در سال‌های ۱۳۴۰–۱۳۵۰ یافت.

## سفرنامه‌ها
غلامحسین ساعدی در جست‌وجوی مداوم برای شناخت ایران و مردمانش بود و به نقاط مختلف ایران سفر کرد. حاصل سفر او به آذربایجان «ایلخچی» و «خیاو» بود و حاصل سفرش به بندرهای جنوب «اهل هوا» و «ترس و لرز». این سفرنامه‌ها که بر عینیات جامعه استوار بود، سبب رشد «منطقه‌گرایی» در ادبیات معاصر ایران شد و درگیری‌های حاشیه‌نشینان دور از مرکز را به میان مرکزنشینان برد.

## کانون نویسندگان ایران
ساعدی از نخستین کسانی بود که به کانون نویسندگان ایران پیوست.

## کار مطبوعاتی
ساعدی علاوه بر نوشتن چندین قصه و نمایشنامه و تک‌نگاری، چند مورد تجربهٔ مطبوعاتی هم داشت که یکی از آن‌ها سردبیری مجلهٔ انتقاد کتاب بود و دیگری هم مجلهٔ الفبا. وی پس از مهاجرت از ایران و اقامت در فرانسه هم تا مدتی به فعالیت‌های مزبور پرداخت.

## زندان
«... هر روز مهمونی بود تو این مملکت. آخه یعنی چی؟ بعد جشن هنر راه می‌انداختند، خوب جشن هنر خیلی خوب بود ولی برای کی بود؟ برای مردم که نبود، در واقع سره‌مونی بود. بعد سرگرمی‌های مضحک!»
غلامحسین ساعدی در نکوهش مناسبات در دوران حکومت پهلوی.

در خرداد ۱۳۵۳، حین تهیهٔ تک‌نگاری شهرک‌های نوبنیاد، توسط ساواک دستگیر شد. ابتدا به زندان قزل‌قلعه و سپس به زندان اوین منتقل شد که این وضعیت به مدت یک سال ادامه پیدا کرد. پس از آزادی از زندان، سه داستان گور و گهواره، فیلم‌نامهٔ عافیتگاه و داستان کلاته نان را نوشت و در سال ۱۳۵۷ به دعوت انجمن قلم آمریکا روانهٔ این کشور شد و سخنرانی‌هایی در این کشور انجام داد.
احمد شاملو دربارهٔ تجربهٔ زندان ساعدی می‌گوید:
آنچه از او زندان شاه را ترک گفت، جنازهٔ نیم‌جانی بیش نبود. آن مرد، با آن خلاقیت جوشانش، پس از شکنجه‌های جسمی و بیشتر روحیِ زندان اوین، دیگر مطلقاً زندگی نکرد. آهسته‌آهسته در خود تپید و تپید تا مُرد. وقتی درختی را در حال بالندگی اره می‌کنید، با این کار در نیروی بالندگی او دست نبرده‌اید، بلکه خیلی ساده او را کشته‌اید. ساعدی مسائل را درک می‌کرد و می‌کوشید عکس‌العمل نشان بدهد. اما دیگر نمی‌توانست. او را اره کرده بودند.

## پس از انقلاب ۵۷
پس از انقلاب ۱۳۵۷ ایران، در تنها دیداری که اعضای کانون نویسندگان ایران با سید روح‌الله خمینی داشتند، ساعدی نیز حضور داشت. او در مطلبی تحت عنوان «دیدار با کروکودیل» از این دیدار چنین یاد می‌کند: «من جزو هیئتی از کانون نویسندگان بودم که به دیدار خمینی رفتیم. علت دیدارمان این بود که دوباره سانسور پاگرفته بود و خواستیم به خمینی بگوییم که- دایی ما هستیما- وقتی پیش خمینی رفتیم، خمینی شروع به صحبت کرد؛ بسم‌الله! من متشکرم. این انقلاب فایده‌اش این بود که ما طلبه‌ها با شما نویسندگان و این‌ها نزدیک شدیم! آخرش هم گفت که شما مجبورید فقط راجع به اسلام بنویسید. اسلام مهم است! آن چیزی که مهم است اسلام است؛ یعنی ما را کاملاً سنگ روی یخ کرد».

## مهاجرت به پاریس
در سال ۱۳۶۰، ساعدی ایران را ترک کرد و در فرانسه اقامت گزید و نمایشنامهٔ اتلو در سرزمین عجایب را نوشت.
من به هیچ وجه نمی‌خواستم کشور خودم را ترک کنم ولی رژیم توتالیتر جمهوری اسلامی که همه احزاب و گروه‌های سیاسی و فرهنگی را به شدت سرکوب می‌کرد به دنبال من هم بود.

## درگذشت

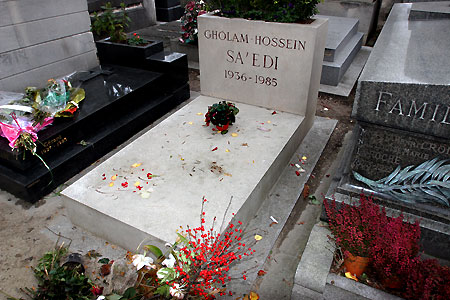
آرامگاه غلامحسین ساعدی در قطعهٔ ۸۵ گورستان پر-لاشز، پاریس

غلامحسین ساعدی ۲ آذر ۱۳۶۴، مطابق با ۲۳ نوامبر ۱۹۸۵، پس از یک خون‌ریزی داخلی در بیمارستان سَن آنتوان پاریس در ۴۹ سالگی درگذشت و روز جمعه هشتم آذر، مطابق با ۲۹ نوامبر، در قطعهٔ ۸۵ گورستان پر-لاشز به خاک سپرده شد.
شاهرخ مسکوب در خاطرات مربوط به روز ۳۰ نوامبر ۱۹۸۵ خود آورده:
«دیروز رفتم به تشییع جنازه ساعدی. کسان زیادی آمده بودند. باران می‌بارید. هوا تیره و آسمان روی زمین افتاده بود. جمعیت منظم و خاموش و آهسته به طرف گور می‌رفت و همه غمزده بودند. غم غربت و دهان گشوده مرگ در برابر و تیغ سرنوشتی که سعی می‌کنیم به شوخی ندیده‌اش بگیریم و به ریشخند برگزارش کنیم. امروز باری می‌گذرد و چو فردا شود فکر فردا کنیم.»

## ویژگی‌ها

### تخلّص
ساعدی با نام مستعارِ گوهر مراد آثار خود را منتشر می‌کرد. عبدالعلی دستغیب، منتقد ادبی، معتقد است ساعدی نام مستعارِ «گوهر مراد» را براساس نام اثری عرفانی از حزین لاهیجی اختیار کرده است. اما ساعدی در گفت‌وگویی منتشرنشده دربارهٔ انتخاب این نام گفته است که در پشت خانهٔ مسکونی‌شان در تبریز، گورستانی متروک بود و او گاه ساعت‌ها در این گورستان قدم می‌زده و در یکی از دفعات چشمش به گور دختری به نام گوهر، دخترِ مراد می‌افتد که بسیار جوان از دنیا رفته بوده و همان‌جا تصمیم می‌گیرد تا از نام او به‌عنوان نام مستعارِ خودش استفاده کند.

### دربارهٔ زبان فارسی
ساعدی که خود از مردم آذری بود و به زبان مادری خویش نیز بسیار علاقه‌مند بود، دربارهٔ زبان فارسی و جایگاهش در ایجاد همبستگی و نقشِ آن در وحدت ملی ایرانیان، در گفت‌وگویی با رادیو بی‌بی‌سی چنین گفت: «زبان فارسی، ستونِ فقرات یک ملت عظیم است. من می‌خواهم بارش بیاورم. هرچه که از بین برود، این زبان باید بماند.»

### ساعدی و سینما
سه فیلم بر اساس فیلمنامه‌های ساعدی ساخته شده است: گاو (اقتباس‌شده از داستان چهارم عزاداران بیل) و دایرهٔ مینا (اقتباس‌شده از داستان آشغالدونی) هر دو به کارگردانی داریوش مهرجویی و آرامش در حضور دیگران براساس داستانی به همین نام به کارگردانی ناصر تقوایی. پرویز جاهد می‌گوید که غنای تصویری، نگاه اجتماعی و نقّادانه و ساختار دراماتیک قویِ فیلمنامه‌های ساعدی سبب شده آثار ساخته‌شده برمبنای این فیلمنامه‌ها، فیلم‌های موفقی در کارنامه‌های خالقانشان باشند.

## نوشته‌ها

### نمایشنامه
ساعدی نخستین نمایشنامهٔ خود را با نام پیگمالیون در سن ۲۱ سالگی نوشت.
- ۱۳۳۹ - کاربافک‌ها در سنگر
- ۱۳۴۰ - کلاته گل
- ۱۳۴۲ - ده لال‌بازی (۱۰ نمایش‌نامهٔ پانتومیم)
- ۱۳۴۴ - چوب‌به‌دست‌های ورزیل
- ۱۳۴۴ - بهترین بابای دنیا
- ۱۳۴۵ - پنج نمایش‌نامه از انقلاب مشروطیت
- ۱۳۴۶ - آی باکلاه، آی بی‌کلاه، انتشارات نیل
- ۱۳۴۶ - خانه روشنی (پنج نمایش‌نامه)
- ۱۳۴۷ - دیکته و زاویه (دو نمایشنامه)
- ۱۳۴۸ - پرواربندان
- ۱۳۴۹ - وای بر مغلوب
- ۱۳۴۹ - ما نمی‌شنویم (سه نمایش‌نامه
- ۱۳۴۹ - جانشین
- ۱۳۵۰ - چشم در برابر چشم
- ۱۳۵۲ - مار در معبد
- ۱۳۵۲ - قوردلار
- ۱۳۵۴ - عاقبت قلم‌فرسایی (دو نمایش‌نامه)
- ۱۳۵۴ - هنگامه آرایان
- ۱۳۵۵ - ضحاک
- ۱۳۵۷ - ماه عسل[۲۴]

### مجموعه داستان‌ها
نخستین اثر داستانی او به نام خانه‌های شهر ری در ۱۳۳۶ در تبریز منتشر شد.
- ۱۳۳۴ - خانه‌های شهر ری
- ۱۳۳۹ -  شب‌نشینی باشکوه
- ۱۳۴۳ -  عزاداران بَیَل (هشت داستان پیوسته)
- ۱۳۴۵ - دندیل (چهار داستان)
- ۱۳۴۵ - گور و گهواره (سه داستان کوتاه)
- ۱۳۴۶ - واهمه‌های بی‌نام‌ونشان (شش داستان کوتاه)
- ۱۳۴۷ - ترس و لرز (شش داستان کوتاهِ پیوسته)
- ۱۳۷۷ - آشفته‌حالان بیداربخت (ده داستان کوتاه)[۲۴]

### رمان
- ۱۳۴۴ - مقتل
- ۱۳۴۸ - توپ
- ۱۳۵۳ - تاتار خندان
- ۱۳۵۵ - غریبه در شهر
- جای پنجه در هوا (ناتمام)[۲۴]

### فیلم‌نامه
- ۱۳۴۸ - فصل گستاخی، تهران: انتشارات نیل
- ۱۳۴۹ - ما نمی‌شنویم، تهران:  انتشارات پیام
- ۱۳۵۰ - گاو
- ۱۳۵۷ - عافیتگاه، تهران:  انتشارات اسپرک
- ۱۳۶۱ - مولوس کورپوس[۲۴][۲۵]
- چاپ‌نشده - دایرهٔ مینا
- چاپ‌نشده - رنسانس
- ۱۳۵۱ - آرامش در حضور دیگران (از کتاب «واهمه‌های بی‌نام و نشان»)

### تک‌نگاری‌ها
- ۱۳۴۲ - ایلخچی
- ۱۳۴۳ - خیاو یا مشکین‌شهر
- ۱۳۴۵ - اهل هوا
- محال ممکن (گردآوری حمید تبریزی؛ ۱۴۰۳)

### نامه‌ها
- ۱۳۹۸ - طاهره، طاهره عزیزم[۲۶]

### ترجمه
- ۱۳۴۲ - شناخت خویش، نوشتهٔ آرتور جرسیلد، با محمدنقی براهنی
- ۱۳۴۲ - قلب، بیماری‌های قلبی و فشار خون، نوشتهٔ ه. بله‌کسلی، با محمدعلی نقشینه
- ۱۳۴۳ - آمریکا آمریکا، نوشتهٔ الیا کازان، با محمدنقی براهنی

### نمایش‌نامه‌های اجراشده
- ۱۳۴۲ - پانتومیم "فقیر"، با بازی جعفر والی، در تلویزیون
- ۱۳۴۴ - نمایش "چوب‌به‌دست‌های ورزیل"، به کارگردانی جعفر والی؛ نمایش "بهترین بابای دنیا"، به کارگردانی عزت‌الله انتظامی، در تئاتر سنگلج
- ۱۳۴۵ - نمایش " بام‌ها و زیربام‌ها " و "از پانیفتاده‌ها"، به کارگردانی جعفر والی، در تلویزیون؛ "ننه اِنسی"، به کارگردانی جعفر والی، در تئاتر سنگلج؛ نمایش "گرگ‌ها" و "گاو"، به کارگردانی جعفر والی، در تلویزیون
- ۱۳۴۶ - نمایش "آی باکلاه، آی بی‌کلاه"، به کارگردانی جعفر والی، درتئاتر سنگلج؛ نمایشنامه‌های "خانه روشنی"، به کارگردانی علی نصیریان؛ نمایش‌نامهٔ "دعوت"، به کارگردانی جعفر والی، در تئاتر سنگلج؛ نمایش‌نامهٔ "دست بالای دست"، به کارگردانی جعفر والی؛ "خوشا به حال بردباران"، به کارگردانی داوود رشیدی، در تلویزیون
- ۱۳۴۷ - نمایش "دیکته و زاویه"، به کارگردانی داوود رشیدی، در تئاتر سنگلج
- ۱۳۴۸ - نمایش "پرواربندان"، به کارگردانی محمدعلی جعفری، در تهران و شهرستان‌ها
- ۱۳۴۹ - نمایش "وای بر مغلوب"، به کارگردانی داوود رشیدی، در تئاتر سنگلج
- ۱۳۵۱ - نمایش "چشم در برابر چشم"، به کارگردانی هرمز هدایت، در سالن دانشجویی
- ۱۳۶۳ - نمایش "اتللو در سرزمین عجایب"، به کارگردانی ناصر رحمانی‌نژاد در فرانسه و چند شهر دیگرِ اروپا

## یادبود
هر سال در روز درگذشت ساعدی، دوستداران و یارانش، به‌اتفاق همسرش، با گردهمایی در گورستان پر-لاشز، یاد او را گرامی می‌دارند.

### حواشی
در دسامبر ۲۰۲۴ میلادی، فردی بر روی مزار غلامحسین ساعدی در پرلاشز ادرار کرد. این عمل را ده‌ها فعال فرهنگی-سیاسی و کنشگر سیاسی ایرانی محکوم کردند و آن را نشانه‌ای از رذالت، شقاوت و فاشیسم دانستند.
برخی این عمل را مشابه روش‌های نهادهای امنیتی جمهوری اسلامی و نیروهای به اصطلاح حزب‌اللهی در یورش به روشنفکران و تخریب سنگ قبر آنها دانستند.

### مستند
سیروس وقوعی، فیلم‌ساز ایرانی در سوئد، در سال ۱۹۸۵ فیلمی مستند دربارهٔ غلامحسین ساعدی ساخت.